# 海鼠鳞沙蚕
海鼠鳞沙蚕（学名：Aphrodita talpa）为鳞沙蚕科鳞沙蚕属的动物。分布于印度洋、太平洋东北部、鄂霍次克海、日本海以及中国东海、台湾海峡、南海等海域。